# Donald William Wuerl
Donald William Wuerl (Pittsburgh, 12 novembre 1940) è un cardinale e arcivescovo cattolico statunitense dal 12 ottobre 2018 arcivescovo emerito di Washington.

## Biografia
Dopo i primi studi compiuti al Saint Mary of the Mount School di Pittsburgh, sua città natale, frequenta il seminario Saint Gregory di Cincinnati. Si iscrive poi all'Università Cattolica d'America. Studia anche a Roma presso la Pontificia Università Gregoriana e di San Tommaso. In quest'ultima consegue il dottorato in teologia.
Viene ordinato sacerdote il 17 dicembre 1966 da Francis Frederick Reh, all'epoca rettore del Pontificio Collegio Nord Americano ove Wuerl ha studiato prima di trasferirsi a Roma.
Svolge il suo ministero sacerdotale nella sua diocesi natale, anche come segretario del futuro cardinale John Joseph Wright, seguendolo nel suo trasferimento a Roma e pure nella partecipazione al conclave dell'ottobre 1978.
Il 30 novembre 1985 viene eletto vescovo ausiliare di Seattle e al contempo vescovo titolare di Rosemarkie.

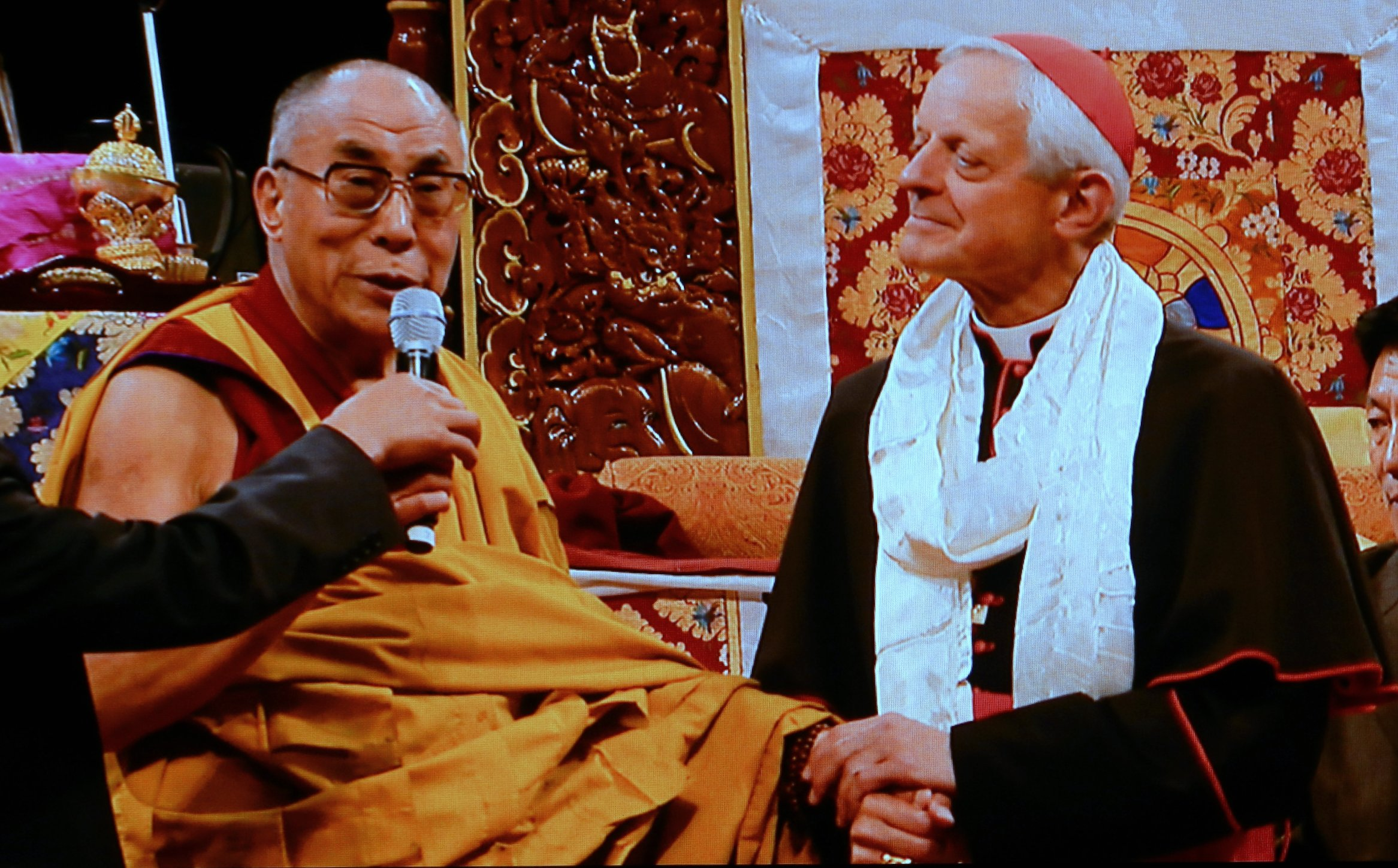
Il cardinale Wuerl con il Dalai Lama

Riceve la consacrazione episcopale il 6 gennaio successivo nella basilica di San Pietro in Vaticano per imposizione della mani del papa Giovanni Paolo II, e dei cardinali Agostino Casaroli e Bernardin Gantin.
L'11 febbraio 1988 viene nominato vescovo di Pittsburgh.
Il 16 maggio 2006 viene promosso arcivescovo di Washington in sostituzione del cardinale Theodore Edgar McCarrick, dimissionario per raggiunti limiti d'età.
Papa Benedetto XVI lo eleva al rango di cardinale con il titolo presbiterale di San Pietro in Vincoli nel concistoro del 20 novembre 2010.
Il 22 ottobre 2011 è nominato relatore generale della XIII Assemblea Generale Ordinaria del Sinodo dei Vescovi, il 21 aprile 2012 membro della Congregazione per la dottrina della fede.
Il 12 ottobre 2018 papa Francesco accoglie la sua rinuncia per raggiunti limiti d'età; rimane amministratore apostolico dell'arcidiocesi di Washington fino alla presa di possesso del successore Wilton Daniel Gregory avvenuta il 21 aprile 2019. Il 12 novembre 2020, al compimento del suo ottantesimo genetliaco, è uscito dal novero dei cardinali elettori.

## Genealogia episcopale e successione apostolica
La genealogia episcopale è:
- Cardinale Scipione Rebiba
- Cardinale Giulio Antonio Santori
- Cardinale Girolamo Bernerio, O.P.
- Arcivescovo Galeazzo Sanvitale
- Cardinale Ludovico Ludovisi
- Cardinale Luigi Caetani
- Cardinale Ulderico Carpegna
- Cardinale Paluzzo Paluzzi Altieri degli Albertoni
- Papa Benedetto XIII
- Papa Benedetto XIV
- Papa Clemente XIII
- Cardinale Enrico Benedetto Stuart
- Papa Leone XII
- Cardinale Chiarissimo Falconieri Mellini
- Cardinale Camillo Di Pietro
- Cardinale Mieczysław Halka Ledóchowski
- Cardinale Jan Maurycy Paweł Puzyna de Kosielsko
- Arcivescovo Józef Bilczewski
- Arcivescovo Bolesław Twardowski
- Arcivescovo Eugeniusz Baziak
- Papa Giovanni Paolo II
- Cardinale Donald William Wuerl

La successione apostolica è:
- Vescovo William Joseph Winter (1989)
- Vescovo Thomas Joseph Tobin (1992)
- Vescovo David Allen Zubik (1997)
- Vescovo Paul Joseph Bradley (2005)
- Vescovo Herbert Armstrong Bevard (2008)
- Vescovo Barry Christopher Knestout (2008)
- Vescovo Mario Eduardo Dorsonville-Rodríguez (2015)
- Vescovo Roy Edward Campbell (2017)
- Vescovo Michael William Fisher (2018)